# 18. březen
18. březen je 77. den roku podle gregoriánského kalendáře (78. v přestupném roce). Do konce roku zbývá 288 dní. Svátek má Eduard.

## Události

### Česko
- 1848 – V češtině vyšel první svazek Dějiny národu českého v Čechách a v Moravě Františka Palackého, zachycující historii naší země od příchodu Slovanů až do r. 1526 (tj. do nástupu Habsburků na český trůn).
- 1861 – První volby do zemských sněmů se uskutečnily podle nově vyhlášené únorové ústavy
- 1863 – Poslanec František Ladislav Rieger přečetl v říšské radě prohlášení, v němž oznámil, že se Češi na protest proti centralistické politice Vídně vzdávají další účasti na práci rady. Takový postup českých politiků bývá nazýván politikou pasivní rezistence.
- 1926 – Prezident republiky T. G. Masaryk jmenoval úřednickou vládu, jejímž předsedou se stal již osvědčený Jan Černý. Vláda měla za úkol poskytnout politickým stranám čas k vytvoření funkční vládní koalice.
- 1939
  - SS-Obergruppenführer Konstantin von Neurath, ministr bez portfeje vlády Třetí říše, byl jmenován do funkce Říšského protektora v Čechách a na Moravě. Fyzicky převzal úřad v Praze až 5. dubna.
  - V pražské ulici Na Poříčí byl otevřen obchodní dům Bílá labuť.
- 1948 – Na schůzi představenstva československé sociální demokracie se funkce předsedy vzdal Bohumil Laušman, na jeho místo byl opět zvolen Zdeněk Fierlinger.
- 1971 – Na speciální dráze Letiště Praha-Kbely provedl ÚVMV Praha první bariérovou zkoušku v ČSSR, zkoušeným automobilem byla Škoda 100 a bylo prokázáno, že tento automobil nesplní požadavky EHK plánované od roku 1975.

### Svět
- 0037 – Římský senát anuloval Tiberiovu vůli a prohlásil Caligulu za císaře.
- 0633 – Kalíf Abú Bakr zaútočil na vzbouřené arabské kmeny po Mohamedově smrti.
- 1068 – Silné zemětřesení v Levantě na arabském poloostrově zabilo přes 20 000 lidí.
- 1123 – V Římě začal první lateránský koncil, celkem už 9. ekumenický, první který se konal na Západě. Urovnal spor mezi papežem Calixtem II. a císařem Svaté říše Římské Jindřichem V. Sálským.
- 1167 – Křižácká tažení do Egypta: V nerozhodné bitvě u egyptského El-Babeinu se utkali Frankové vedení Amalrikem I. proti Syřanům.
- 1190 – Křižáci zabili 57 Židů v Bury St. Edmonds v Anglii.
- 1314 – Francouzský král Filip IV. Francouzský dal upálit 23. a posledního Mistra řádu templářů Jakuba z Molay.
- 1438 – Albrecht II. Habsburský se stal králem Německa.
- 1532 – Anglický parlament zakázal jakékoliv platby anglikánské církve Vatikánu.
- 1871 – Lidé v Paříži si zvolili svou vlastní vládu – komunu – první socialistická vláda.
- 1915 – Během bitvy o Galipoli zahájili Britové a Francouzi klíčový a neúspěšný námořní útok, při kterém přišli o tři bitevní lodě.
- 1921 – Podepsán Rižský mír ukončující sovětsko-polský konflikt
- 1922 – V Indii je Móhandás Karamčand Gándhí odsouzený k šesti letům vězení za občanskou neposlušnost.
- 1925 – Tornádo, které se přehnalo přes státy Missouri, Illinois a Indiana, zabilo 695 lidí.
- 1931 – Firma Schick Inc. dává na trh první elektrický holicí strojek pro pány.
- 1937 – V texaské škole zabila exploze tři sta lidí, většinou dětí.
- 1938 – V Mexiku byly znárodněny veškeré cizí naftové nemovitosti.
- 1940 – V Brenneru se setkal Adolf Hitler s Benitem Mussolinim a uzavřeli spojenectví proti Francii a Spojenému království.
- 1945 – 1 250 amerických bombardérů provedlo nálet na Berlín.
- 1953 – Při zemětřesení v západní Turecku zemřelo 250 lidí.
- 1961 – Tupolev Tu-128, největší a nejtěžší záchytný stíhací letoun, jaký byl kdy zaveden do výzbroje armády, absolvoval svůj zkušební let.
- 1965 – Kosmonaut Alexej Leonov opustil na 12 minut kosmickou loď Voschod 2 a stal se tak první osobou, která vstoupila do volného vesmírného prostoru.
- 1971 – Lavina v Chungar v Peru zabila 200 lidí.
- 1974 – Naftová krize – země OPEC uvalily na pět měsíců naftové embargo proti Spojeným státům, Evropě a Japonsku.
- 1980 – Na Pleseckém kosmodromu v Rusku bylo zabito 50 lidí při explozi lodi Vostok 2M na její odpalovací základně.
- 1990 – 12 obrazů v hodnotě kolem 300 milionů dolarů bylo ukradeno z muzea Izabely Stewart Gardner v Bostonu v Massachusetts. Byla to největší krádež uměleckých děl v historii USA.

## Narození
Viz též Kategorie:Narození 18. března — automatický abecedně řazený seznam.

### Česko

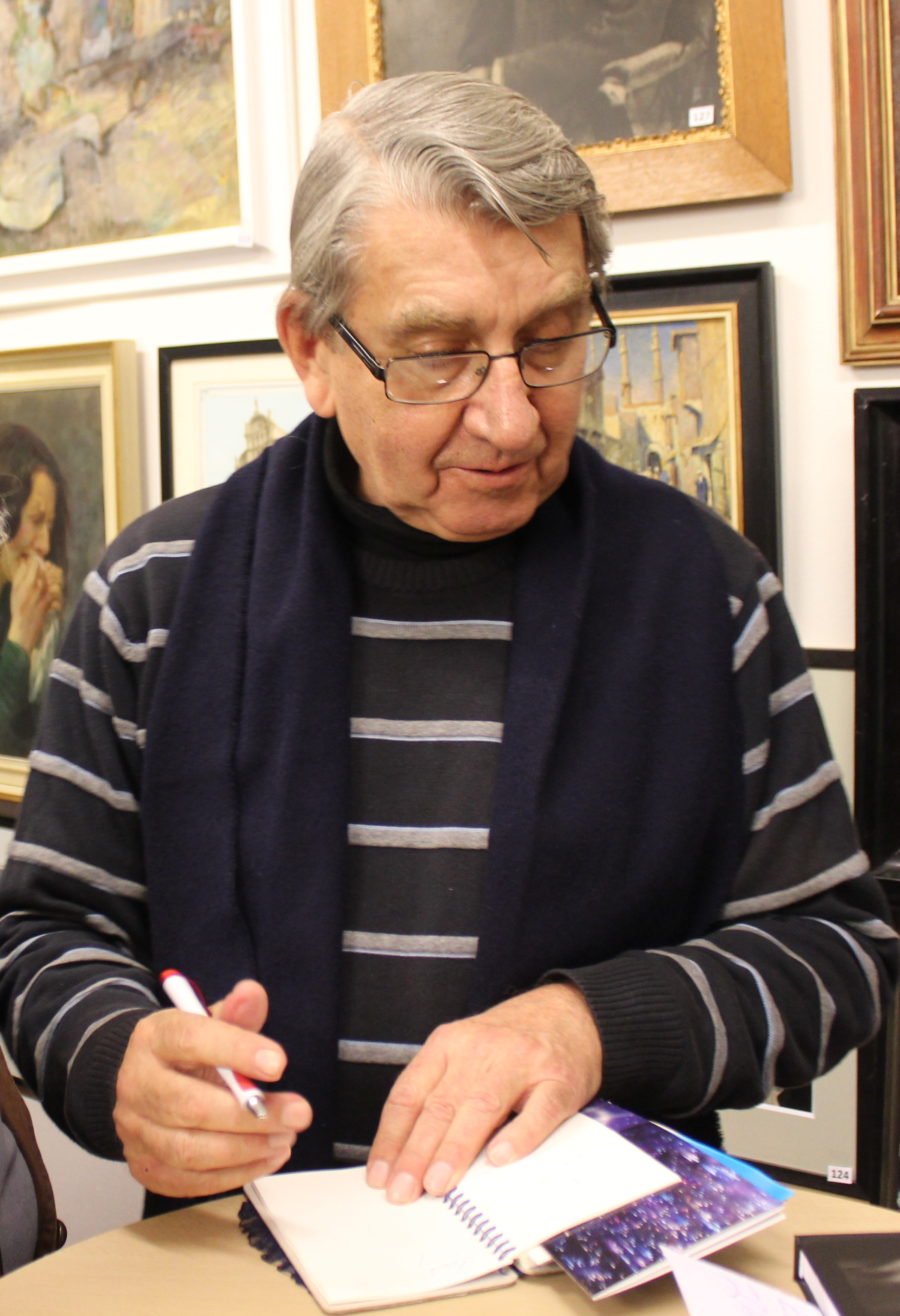
Jiří Klem (* 1944)

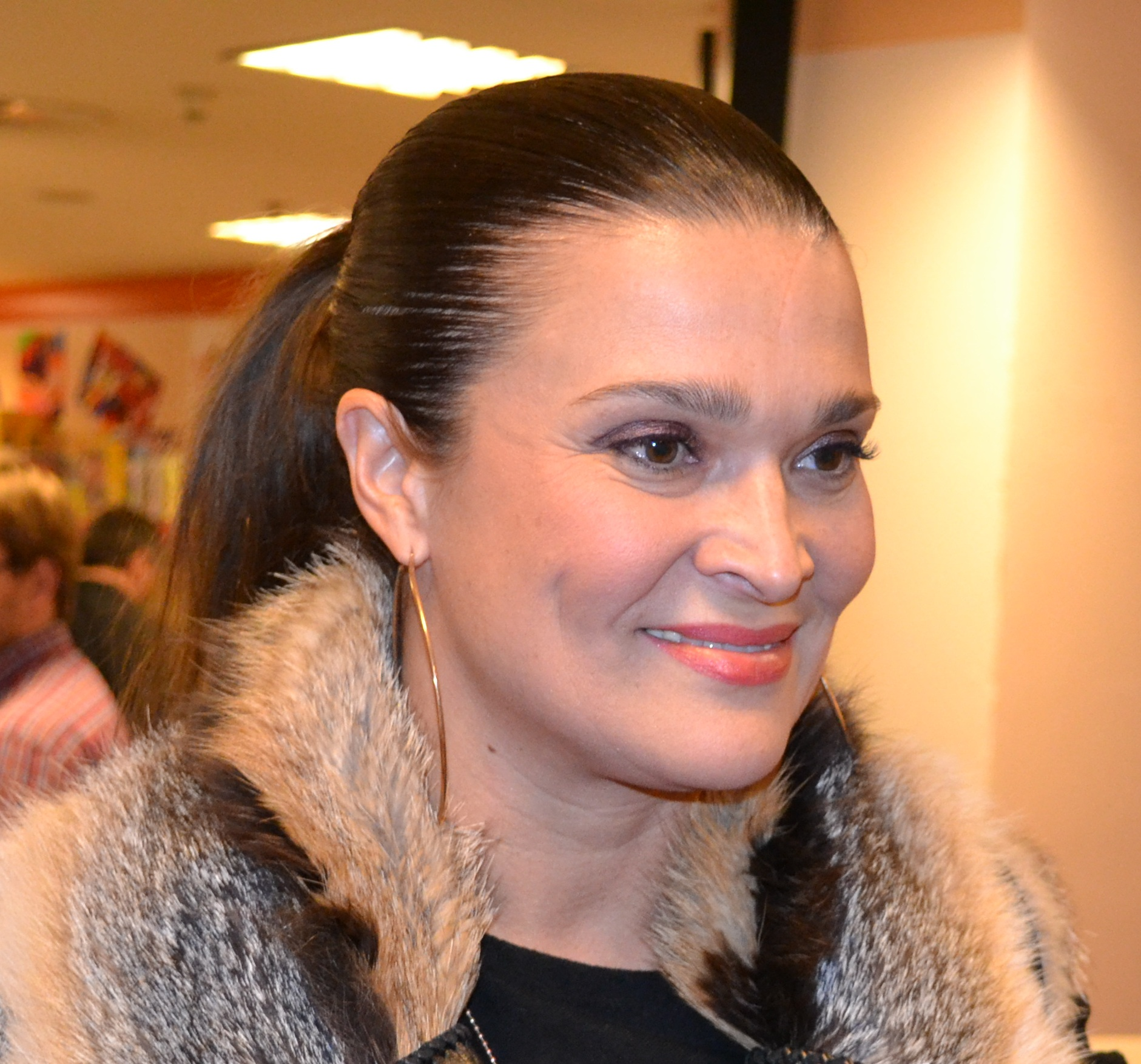
Mahulena Bočanová (* 1967)

- 1738 – Josef Anton Laske, houslař († 30. listopadu 1805)
- 1803 – Ludvík Dietrich, hudební skladatel a kytarista († 11. června 1858)
- 1820 – Beneš Metod Kulda, kněz, spisovatel a sběratel lidových písní a pohádek († 6. května 1903)
- 1830 – Felix Vetter z Lilie, moravský velkostatkář a politik († 21. listopadu 1913)
- 1836 – Josef Vydra, taneční mistr a první český pilot balónu († 19. srpna 1911)
- 1841 – Josef Štěrba, probošt litoměřické kapituly († 16. září 1909)
- 1843
  - Josef Langl, rakouský malíř, grafik a spisovatel českého původu († 27. května 1916)
  - Karel Starý starší, architekt († 22. října 1929)
- 1844 – Rudolf Knoll, právník a politik († 23. dubna 1914)
- 1849 – Josef Hanel, teolog, kanovník olomoucké kapituly († 16. dubna 1903)
- 1854 – Bohuslava Kecková, historicky první česká lékařka († 17. října 1911)
- 1870 – Josef Sechtr, československý politik († 1944)
- 1874
  - Josef Mandl, malíř († 5. prosince 1933)
  - Vojtěch Mastný, československý protikomunistický diplomat († 25. ledna 1954)
- 1891
  - Ruda Kubíček, malíř († 6. dubna 1983)
  - Eduard Milén, malíř († 19. května 1976)
- 1896 – Zet Molas, režisérka († 1956)
- 1901 – Peter Jilemnický, spisovatel († 19. května 1949)
- 1904 – Edvard Cenek, spisovatel a fotograf († 26. července 1971)
- 1912
  - Vojta Nolč, malíř, grafik († 27. března 1989)
  - Bohumil Klenovec, československý fotbalový reprezentant († 14. ledna 1971)
- 1913 – Alois Sopr, sochař a medailer († 25. června 1993)
- 1916 – Josef Bryks, stíhací pilot († 12. srpna 1957)
- 1921 – Josef Trávníček, ministr obchodu České soc. rep.
- 1923 – Jaromír Zápal, ilustrátor, malíř a spisovatel († 5. prosince 1984)
- 1924 – Lubomír Dorůžka, muzikolog a hudební publicista († 16. prosince 2013)
- 1929 – Ctirad Kohoutek, hudební skladatel, vědec a pedagog († 19. září 2011)
- 1931 – Vlastimil Bubník, hokejista a fotbalista († 6. ledna 2015)
- 1937 – Josef Sochor, zpěvák a textař
- 1940
  - Jana Březinová, herečka († 29. května 2000)
  - Václav Šmídl, volejbalista, stříbrný na OH 1964
- 1944
  - Jiří Holeček, hokejový brankář
  - Jiří Klem, herec
  - Josef Bartončík, právník a politik († 29. srpna 2024)
- 1945 – Miloš Frýba, hlasatel († 30. prosince 2010)
- 1949 – Richard Haan, operní pěvec-barytonista
- 1950 – Václav Špale, malíř
- 1954 – Milena Holcová, spisovatelka, scenáristka, cestovatelka a právnička
- 1956 – Zdeněk Vřešťál, folkový písničkář
- 1964 – Alena Schillerová, česká ministryně financí a místopředsedkyně druhé vlády Andreje Babiše
- 1965 – David Suchařípa, herec
- 1967 – Mahulena Bočanová, herečka a moderátorka
- 1978 – Jan Bulis, hokejista
- 1981 – Pavel Novotný, moderátor, starosta městské části Praha-Řeporyje a bývalý novinář
- 1983 – Tereza Tobiášová, moderátorka
- 1994 – Jan Komínek, herec
- 1998 – Karolína Kopíncová, modelka

### Svět

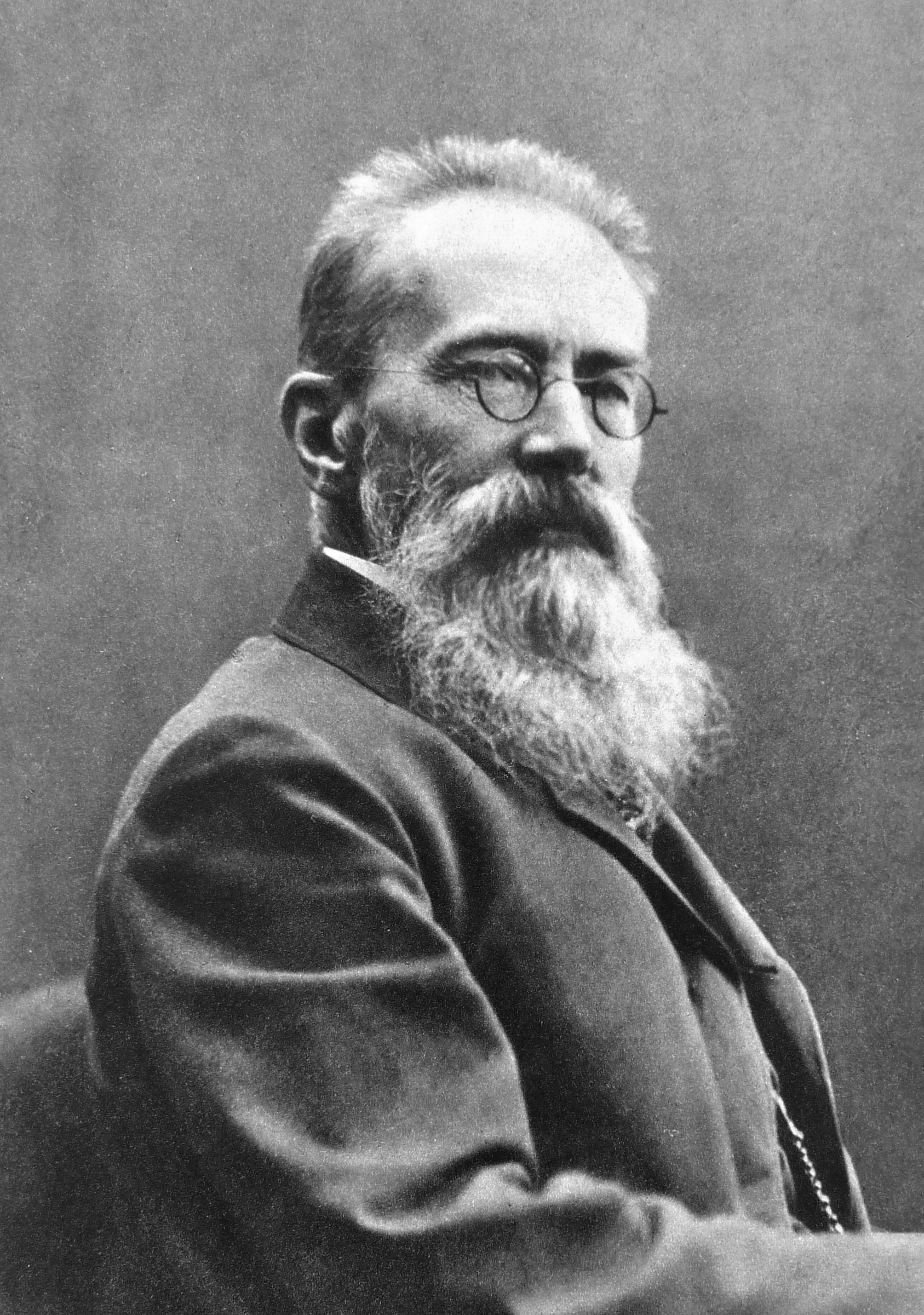
Nikolaj Andrejevič Rimskij-Korsakov (* 1844)

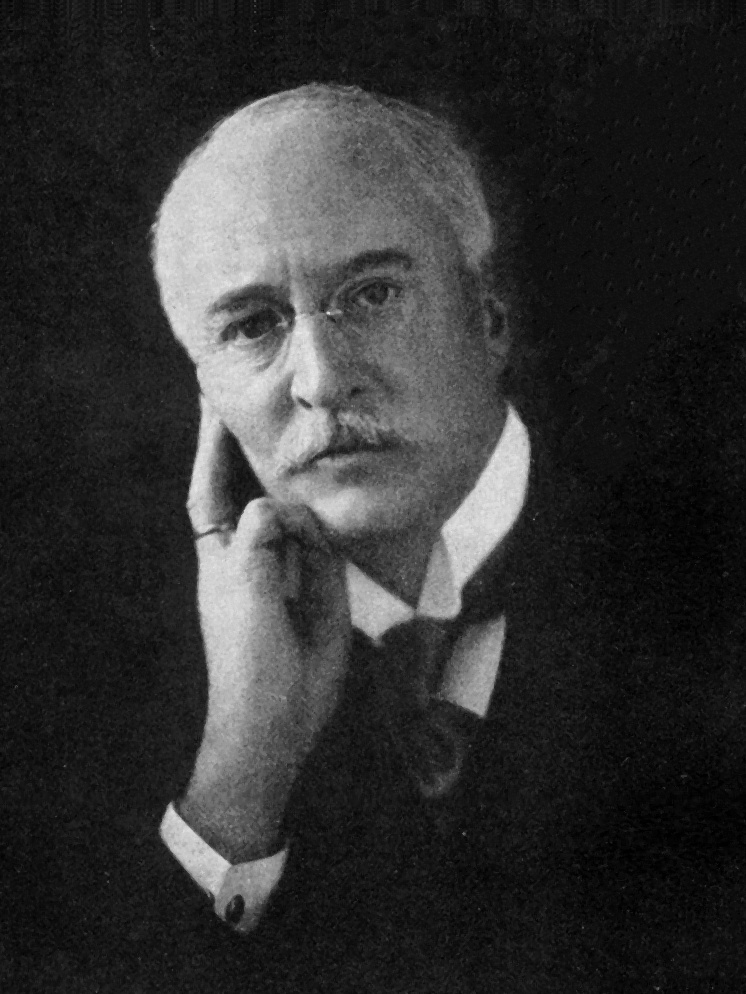
Rudolf Diesel (* 1858)

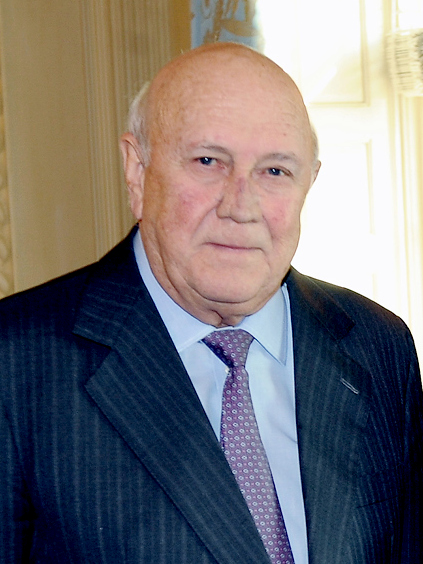
Frederik Willem de Klerk (* 1936)

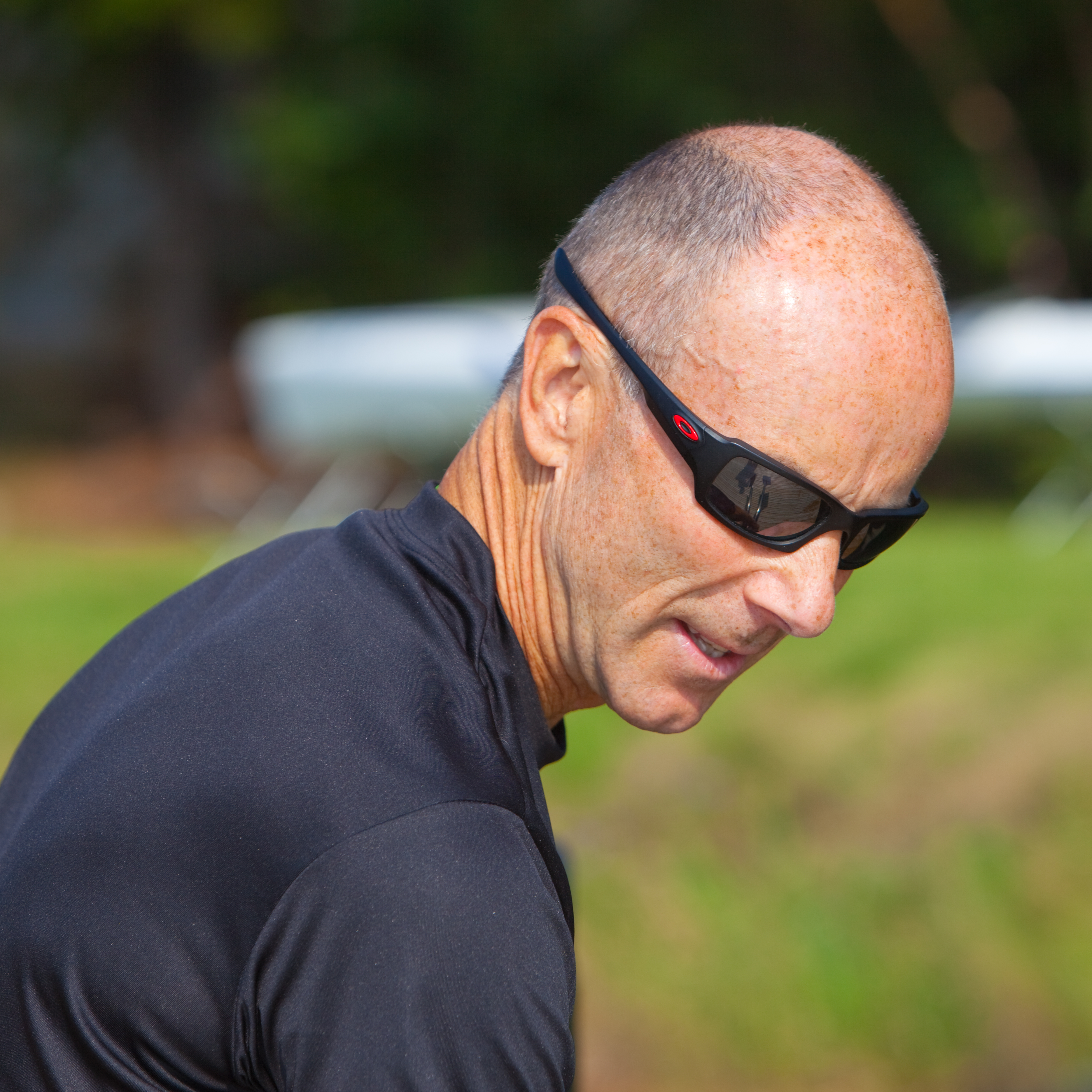
Ingemar Stenmark (* 1956)

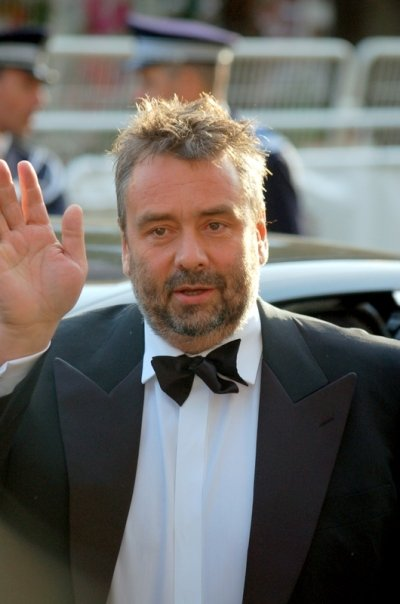
Luc Besson (* 1959)

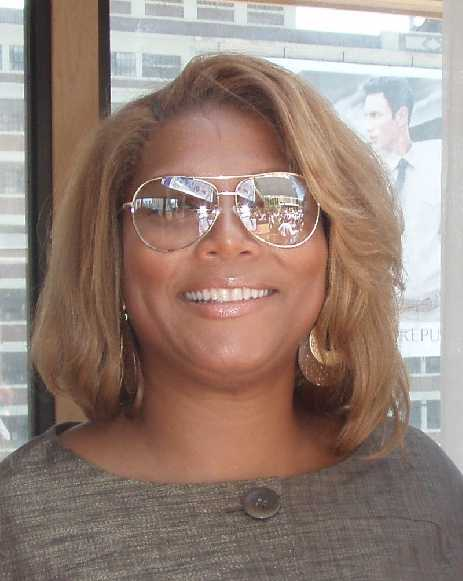
Queen Latifah (* 1970)

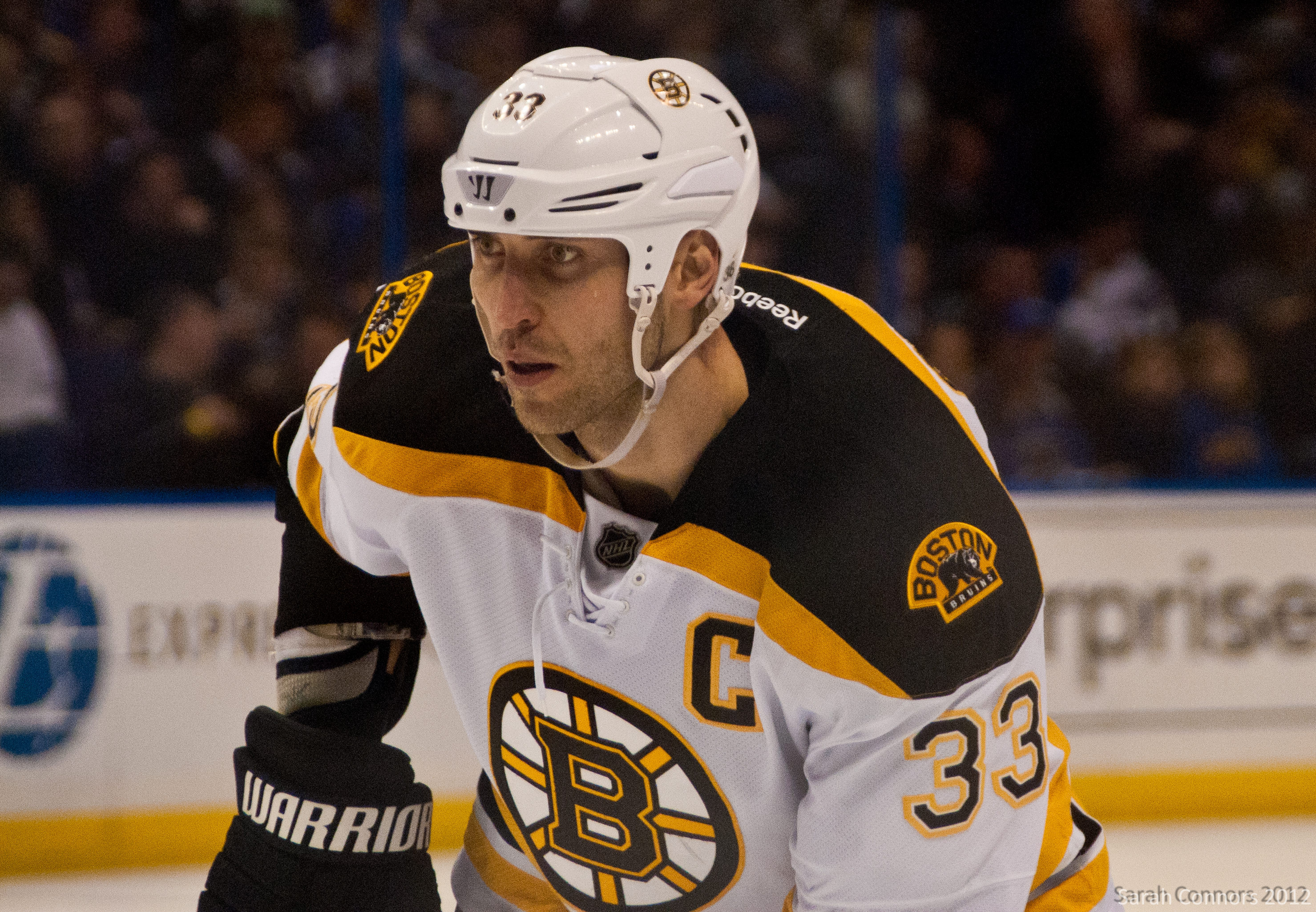
Zdeno Chára (* 1977)

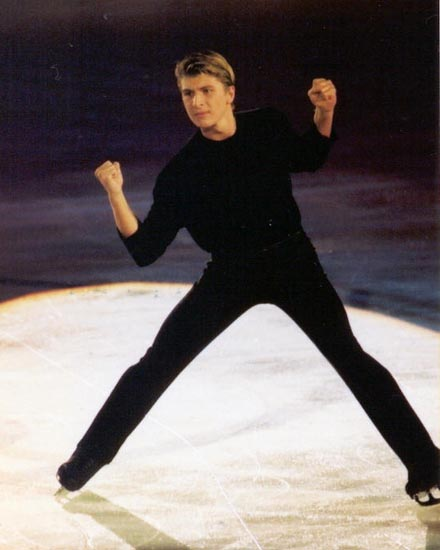
Alexej Jagudin (* 1980)

- 1294 – Jindřich VI. Dobrý, vratislavský kníže z rodu slezských Piastovců († 24. listopadu 1335)
- 1380 – Svatá Lidwina, nizozemská světice († 14. dubna 1433)
- 1555 – František z Anjou, nejmladší syn francouzského krále Jindřicha II. († 19. června1584)
- 1578 – pokřtěn Adam Elsheimer, německý malíř († 11. prosince 1610)
- 1604 – Jan IV. Portugalský, portugalský král († 6. listopadu 1656)
- 1609 – Frederik III. Dánský, dánský a norský král († 9. února 1670)
- 1634 – Marie-Madeleine de La Fayette, francouzská spisovatelka († 25. května 1693)
- 1690 – Christian Goldbach, německo-ruský matematik († 20. listopadu 1764)
- 1723 – Daniel Itzig, německý židovský obchodník a bankéř († 17. května 1799)
- 1780 – Miloš Obrenović I., srbský kníže († 28. září 1860)
- 1782 – John C. Calhoun, americký politik, viceprezident USA († 31. března 1850)
- 1796 – Jakob Steiner, švýcarský matematik († 1. dubna 1863)
- 1803 – Jozef Emanuel, slovenský básník († 8. května 1890)
- 1813 – Christian Friedrich Hebbel, německý básník a dramatik († 13. prosince 1863)
- 1828 – William Randal Cremer, anglický politik a pacifista, držitel Nobelovy ceny za mír († 22. července 1908)
- 1830 – Fustel de Coulanges, francouzský historik († 12. září 1889)
- 1837 – Grover Cleveland, 22. a 24. prezident USA († 24. června 1908)
- 1842 – Stéphane Mallarmé, francouzský básník († 9. září 1898)
- 1844 – Nikolaj Andrejevič Rimskij-Korsakov, ruský hudební skladatel († 21. června 1908)
- 1848 – Luisa Sasko-Koburská, britská princezna († 3. prosince 1939)
- 1850 – Hugo Charlemont, rakouský malíř († 18. dubna 1939)
- 1856 – Alexandr Petrovič Izvolskij, ministr zahraničí carského Ruska († 16. srpna 1919)
- 1858 – Rudolf Diesel, německý vynálezce († 30. září 1913)
- 1863 – Eduard Konrád Zirm, rakouský oční lékař († 15. března 1944)
- 1864 – Toros Toramanian, arménský architekt, archeolog a historik architektury († 1. března 1934)
- 1868 – Josef Marek, slovenský veterinář, vědec a pedagog († 7. září 1952)
- 1869 – Neville Chamberlain, britský státník († 9. listopadu 1940)
- 1871 – Reginald Aldworth Daly, kanadský geolog († 19. září 1957)
- 1874 – Nikolaj Berďajev, ruský křesťanský filosof († 24. března 1948)
- 1875 – Félix Carvajal, kubánský maratónec († 27. ledna 1949)
- 1876 – Roman Malinovskij, ruský revolucionář († 5. listopadu 1918)
- 1877 – Edgar Cayce, americký léčitel, známý jako „spící prorok“ († 3. leden 1945)
- 1880 – Walter Hohmann, německý stavební inženýr a teoretik raketových letů († 11. března 1945)
- 1882 – Gian Francesco Malipiero, italský hudební skladatel († 1. srpna 1973)
- 1883 – Vincenzo Florio, italský podnikatel, automobilový závodník, zakladatel závodu Targa Florio († 6. ledna 1959)
- 1886
  - Kurt Koffka, německý psycholog († 22. listopadu 1941)
  - Michail Těreščenko, ruský ministr financí a zahraničí prozatímní vlády († 1. dubna 1956)
- 1890 – Henri Decoin, francouzský režisér († 4. července 1969)
- 1892 – Hjalmar Fridolf Siilasvuo, finský generál († 11. ledna 1947)
- 1893 – Wilfred Owen, anglický básník († 4. listopadu 1918)
- 1898 – Magnus Goodman, kanadský hokejista, člen hokejové síně slávy († 18. července 1991)
- 1899
  - Max Alpert, sovětský novinářský fotograf († 30. listopadu 1980)
  - George Beauchamp, konstruktér hudebních nástrojů († 30. března 1941)
- 1903 – Galeazzo Ciano, italský diplomat († 11. ledna 1944)
- 1904 – Srečko Kosovel, slovinský básník († 27. května 1926)
- 1905 – Robert Donat, britský herec († 9. června 1958)
- 1907 – Jakov Džugašvili, syn Stalinovy první manželky Jekatěriny Svanidze († 14. dubna 1943)
- 1909 – Sabir Junusov, uzbecký chemik († 29. listopadu 1995)
- 1910 – Lajos Gogolák, maďarský historik († 22. září 1987)
- 1913
  - Werner Mölders, německý stíhací pilot († 22. listopadu 1941)
  - Reinhard Hardegen, německý ponorkový velitel a politik († 9. června 2018)
- 1919
  - Laila Schou Nilsenová, norská lyžařka a rychlobruslařka, olympijská vítězka († 30. července 1998)
  - Elizabeth Anscombe, britská katolická filosofka († 5. ledna 2001)
- 1924 – Alexandre José Maria dos Santos, mosambický kardinál
- 1925 – Antonio José González Zumárraga, ekvádorský kardinál († 13. října 2008)
- 1926 – Peter Graves, americký herec († 14. března 2010)
- 1928
  - Lennart Carleson, švédský matematik
  - Fidel Ramos, filipínský generál a politik († 31. července 2022)
- 1929 – Christa Wolfová, německá spisovatelka († 1. prosince 2011)
- 1930
  - Adam Joseph Maida, americký kardinál
  - Pat Halcox, britský trumpetista († 4. února 2013)
- 1932 – John Updike, americký spisovatel († 27. ledna 2009)
- 1933 – Severino Poletto, italský kardinál
- 1934 – Adolf Merckle, německý podnikatel († 5. ledna 2009)
- 1935
  - Antonios Naguib, egyptský kardinál
  - Ole Barndorff-Nielsen, dánský matematik
- 1936 – Frederik Willem de Klerk, prezident Jižní Afriky, nositel Nobelovy ceny míru († 11. listopadu 2021)
- 1941 – Wilson Pickett, americký zpěvák († 19. ledna 2006)
- 1944 – Amnon Lipkin-Šachak, izraelský generál a politik († 19. prosince 2012)
- 1945
  - Hiroh Kikai, japonský fotograf
  - Eric Woolfson, britský hudebník, bývalý člen skupiny The Alan Parsons Project († 2. prosince 2009)
  - Joy Fieldingová, kanadská spisovatelka a herečka
  - John H. White, americký fotograf
  - Susan Tyrrell, americká herečka († 16. června 2012)
  - Bobby Solo, italský zpěvák
- 1947
  - Deborah Lipstadt, americká historička
  - Marúf al-Bachít, jordánský politik († 7. října 2023)
- 1949 – Jacques Secrétin, francouzský stolní tenista
- 1950
  - Brad Dourif, americký herec
  - Rod Milburn, americký olympijský vítěz v běhu na 110 metrů překážek († 11. listopadu 1997)
- 1951
  - Bill Frisell, americký hudebník a skladatel
  - Ladislav Szalai, spisovatel slovenského původu
- 1952
  - Jurij Vynnyčuk, ukrajinský publicista, spisovatel a překladatel
  - Salome Zurabišviliová, gruzínská politička
- 1954 – James Francis Reilly, americký geolog a kosmonaut
- 1956 – Ingemar Stenmark, švédský závodník ve sjezdovém lyžování
- 1957 – Christer Fuglesang, švédský fyzik a astronaut
- 1958 – John Elefante, americký skladatel, zpěvák, klávesista, kytarista
- 1959
  - Irene Cara, americká herečka, zpěvačka a skladatelka († 25. listopadu 2022)
  - Luc Besson, francouzský filmař, scenárista, režisér, střihač a producent
- 1964 – Bonnie Blairová, americká rychlobruslařka
- 1966 – Jerry Cantrell, americký hudebník, člen skupiny Alice in Chains
- 1969 – Jimmy Morales, guatemalský herec a politik
- 1970
  - Queen Latifah, americká herečka a zpěvačka
  - Matthias Maurer, německý vědec a astronaut
- 1977 – Zdeno Chára, slovenský hokejový obránce
- 1980 – Alexej Jagudin, ruský krasobruslař
- 1982 – Timo Glock, německý pilot Formule 1
- 1979 – Adam Levine, americký zpěvák (Maroon 5)
- 1980 – Sophia Mylesová, britská herečka
- 1981
  - Fabian Cancellara, švýcarský cyklista
  - Leslie Djhone, francouzský atlet
  - Tora Bergerová, norská biatlonistka
- 1982 – Timo Glock, německý pilot Formule 1
- 1983 – Stéphanie Cohenová-Alorová, francouzská tenistka
- 1985 – Michaela Kirchgasserová, rakouská lyžařka
- 1989 – Lily Collinsová, anglicko-americká herečka a modelka
- 1992 – Francesco Vettorata, italský sportovní lezec
- 1997 – Josephine Langfordová, australská herečka, Rieko Ioane novozélandský ragbista
- 1998 – Miltiadis Tentoglou, řecký atlet, skokan do dálky
- 1999
  - Diogo Dalot, portugalský fotbalista
  - Filippo Zana, italský silniční cyklista

## Úmrtí
Viz též Kategorie:Úmrtí 18. března — automatický abecedně řazený seznam.

### Česko

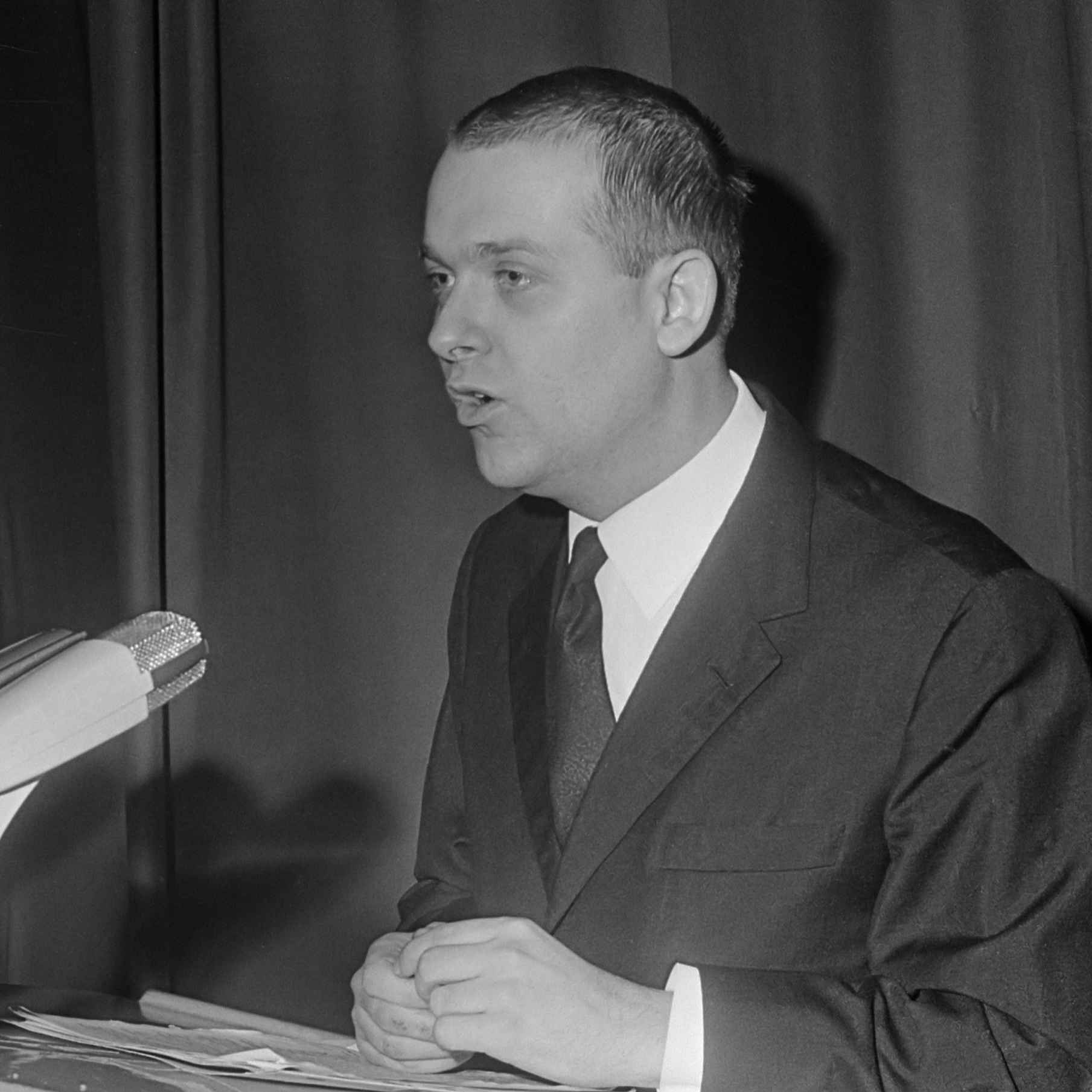
Jan Němec († 2016)

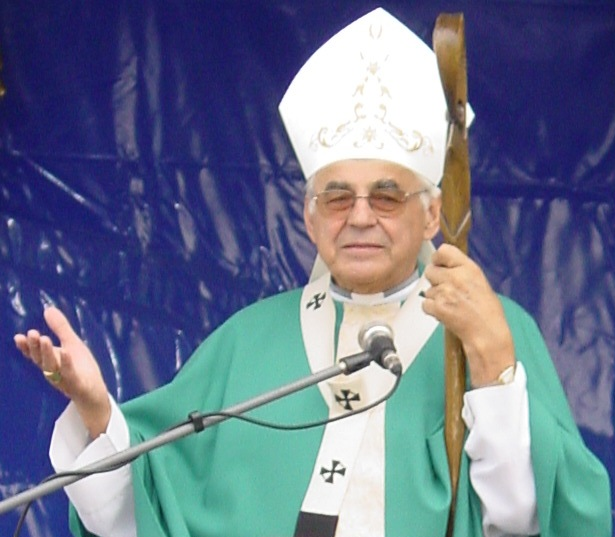
Miloslav Vlk († 2017)

- 1553 – Václav Hájek z Libočan, spisovatel
- 1776 – Pierre Philippe Bechade de Rochepin, brněnský vojenský inženýr (* 1694)
- 1824 – Ignác Jan Nepomuk Palliardi, architekt italského původu (* 15. května 1737)
- 1845 – Arnošt Konstantin Růžička, 2. biskup českobudějovický (* 21. prosince 1761)
- 1875 – Athanasius Bernhard, opat kláštera v Oseku u Duchcova (* 2. ledna 1815)
- 1877 – Ernst Gustav Doerell, česko-německý malíř (* 22. srpna 1832)
- 1882 – Marie Čacká, spisovatelka (* 9. března 1811)
- 1927 – Jindřich Geisler, moravský kněz, hudební kritik, muzikant, organizátor hudebního života (* 15. července 1849)
- 1934 – Božena Viková-Kunětická, politička, spisovatelka a dramatička (* 30. července 1862)
- 1939 – Otakar Bas, československý právník a politik (* 21. března 1879)
- 1946 – Anna Chlebounová, československá politička (* 8. prosince 1875)
- 1949 – Otomar Bistřický, československý politik (* 27. května 1880)
- 1966 – Vojta Novák, divadelní a filmový herec a režisér (* 16. března 1886)
- 1981 – Darja Hajská, zpěvačka, herečka a spisovatelka (* 20. března 1911)
- 1987 – Stanislav Sůva, architekt (* 17. ledna 1912)
- 1996 – Anna Masaryková, historička umění, vnučka Tomáše Garrigua Masaryka a dcera malíře Herberta Masaryka (* 3. dubna 1911)
- 2000 – Ladislav Lis, český a československý politik (* 24. dubna 1926)
- 2007
  - František Kotva, kytarista (* 15. května 1952)
  - Břetislav Hodek, lexikograf, literární vědec, spisovatel a překladatel (* 24. května 1924)
- 2010 – Jiří Václavek, politik a bývalý poslanec (* 23. března 1942)
- 2015
  - Josef Krofta, divadelní režisér a vysokoškolský student (* 30. března 1943)
  - František Daneš, jazykovědec (* 23. července 1919)
- 2016 – Jan Němec, filmový režisér, producent a scenárista, herec a pedagog (* 12. července 1936)
- 2017 – Miloslav Vlk, 35. arcibiskup pražský, primas český a kardinál (* 17. května 1932)

### Svět

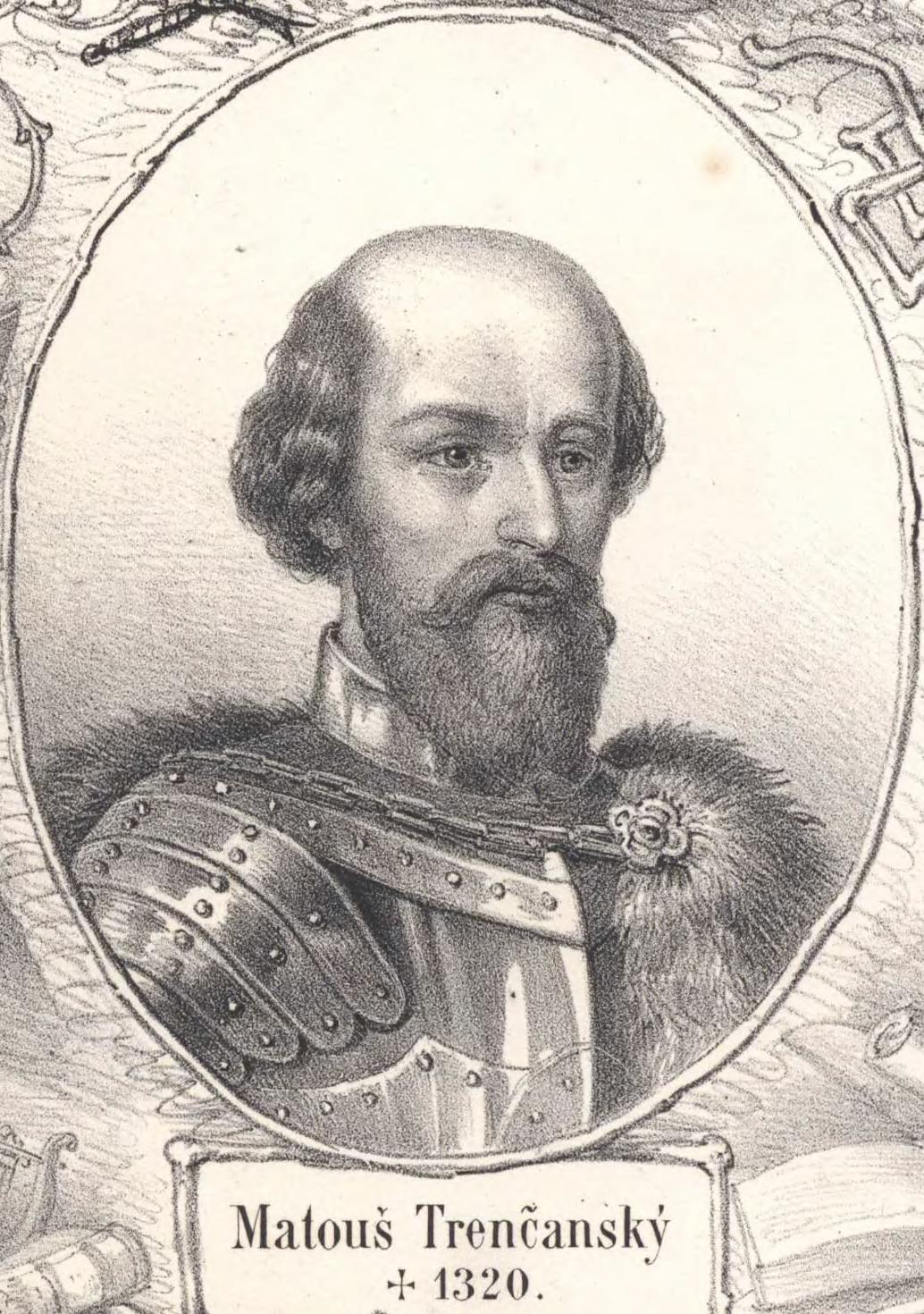
Matúš Čák Trenčanský († 1321)

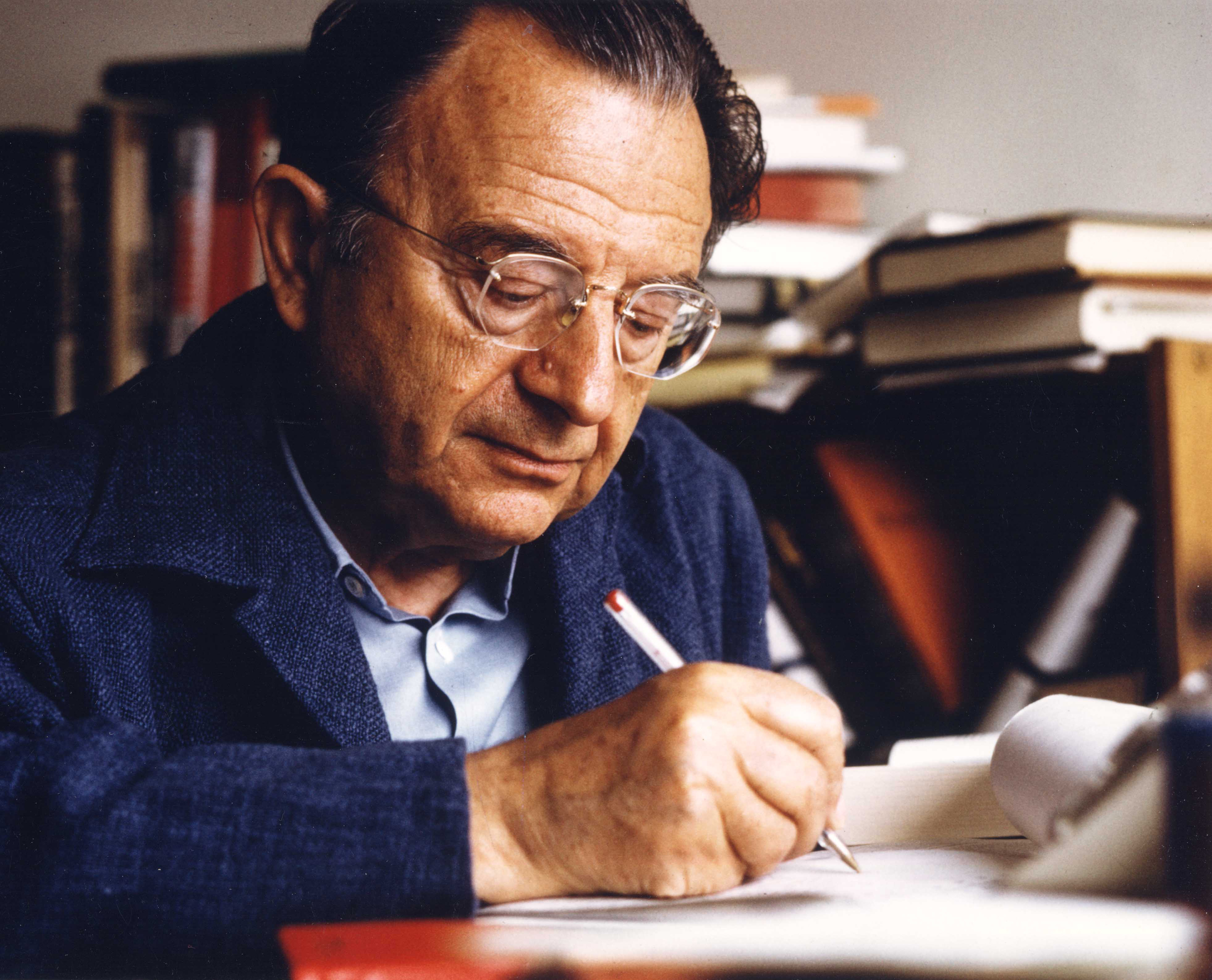
Erich Fromm († 1980)

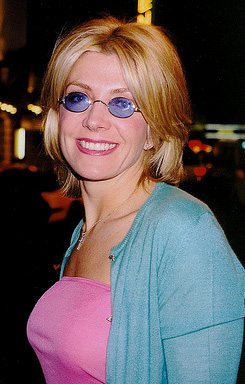
Natasha Richardson († 2009)

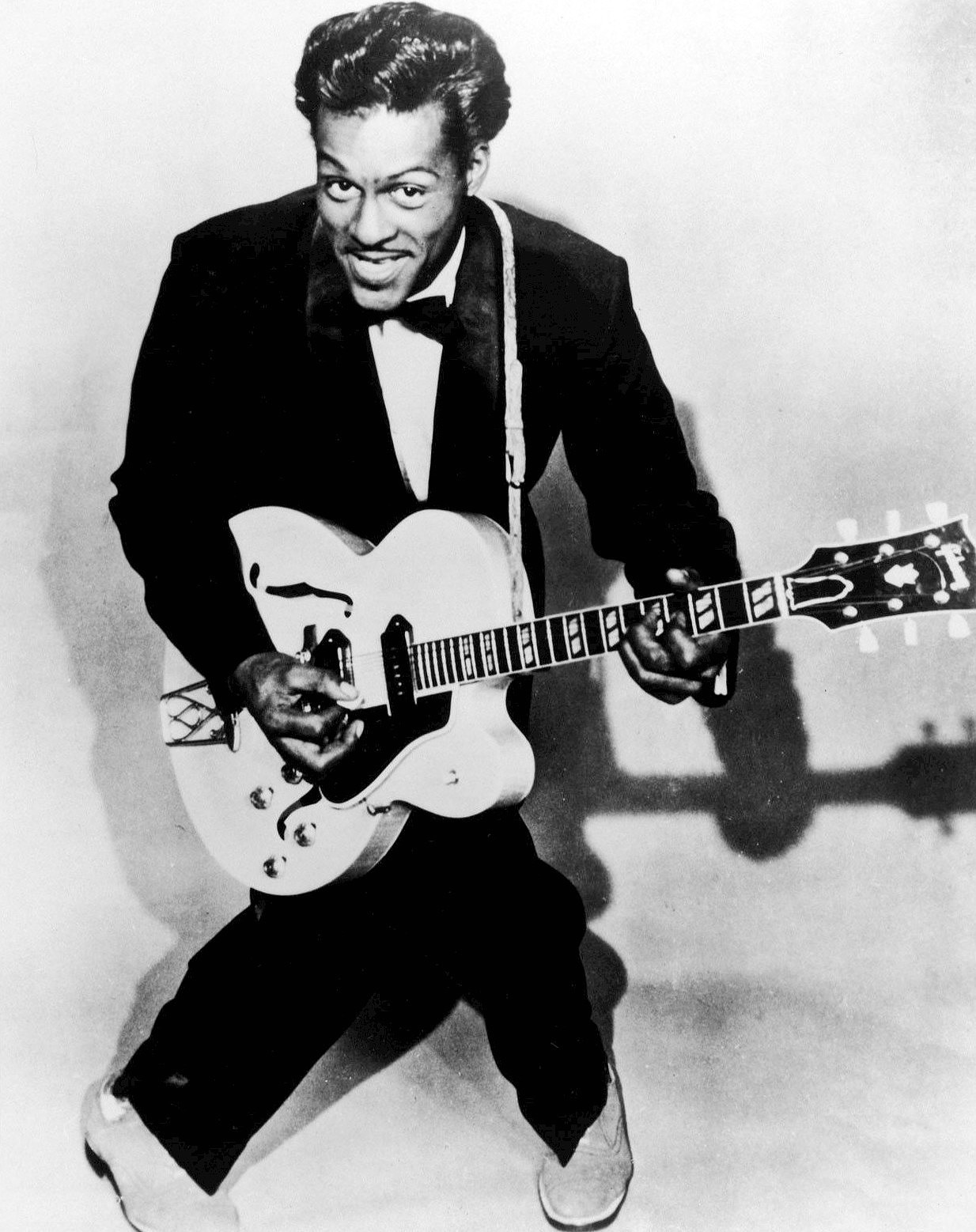
Chuck Berry († 2017)

- 0978 – Eduard II. Mučedník, anglický král (* cca 962)
- 1314
  - Jacques de Molay, poslední velmistr templářského řádu (* okolo 1243)
  - Geoffroy de Charnay, rytíř templářského řádu (* kolem 1251)
- 1321 – Matúš Čák Trenčanský, uherský magnát (* asi 1260)
- 1508 – Albrecht IV. Bavorský, bavorsko-mnichovský vévoda (* 15. prosince 1447)
- 1584 – Ivan IV., ruský car (* 25. srpna 1530)
- 1707 – Izák Caban, slovenský filozof, teolog a dramatik (* 5. července 1632)
- 1745 – Robert Walpole, 1. hrabě z Orfordu, britský státník (* 26. srpna 1676)
- 1768 – Laurence Sterne, britský duchovní a romanopisec období preromantismu (* 24. listopadu 1713)
- 1781 – Anne Robert Jacques Turgot, francouzský ekonom a státník (* 10. května 1727)
- 1799 – Adam Friedrich Oeser, německý malíř a sochař (* 17. února 1717)
- 1829 – Alexandre de Lameth, francouzský voják a politik (* 20. října 1760)
- 1845 – Jonathan Chapman, misionář Církve Nového Jeruzaléma (* 26. září 1774)
- 1853 – Adela Ostrolúcka, slovenská šlechtična (* 31. března 1824)
- 1865 – Isaak Noah Mannheimer, dánský a rakouský židovský reformátor, rabín a politik (* 17. října 1793)
- 1869 – Pauline Fourès, francouzská malířka a milenka Napoleona Bonaparte (* 15. března 1778)
- 1870 – Joaquín Gaztambide, španělský skladatel (* 7. února 1822)
- 1871 – Augustus De Morgan, britský matematik a logik, narozen v Indii (* 1806)
- 1880 – Ernest August Hellmuth von Kiesenwetter, německý entomolog (* 5. listopadu 1820)
- 1893 – Gerard Adriaan Heineken, nizozemský obchodník a pivovarník (* 29. září 1841)
- 1899 – Othniel Charles Marsh, americký paleontolog (* 29. října 1831)
- 1907
  - Marcellin Berthelot, francouzský chemik a politik (* 25. října 1827)
  - Aimé Laussedat, francouzský důstojník, kartograf a fotograf (* 15. dubna 1819)
- 1915 – Otto Eduard Weddigen, ponorkový velitel císařského Německa (* 15. září 1882)
- 1916 – Karl Gölsdorf, rakouský lokomotivní konstruktér (* 8. června 1861)
- 1917 – Károly Ferenczy, maďarský malíř (* 8. února 1862)
- 1920 – Franz Büchner, německý stíhací pilot (* 2. ledna 1898)
- 1929 – Elisa Hohenlohe-Langenburská, německá šlechtična a kněžna z Reussu (* 4. září 1864)
- 1930 – Matko Laginja, hlavní postava chorvatského národního hnutí na Istrii (* 10. srpna 1852)
- 1933 – Ludvík Amadeus Savojsko-Aostský, italský šlechtic, námořník, horolezec a cestovatel (* 29. ledna 1873)
- 1936 – Eleftherios Venizelos, předsedy vlády řeckého státu (* 23. srpna 1864)
- 1938 – Lidija Aleksejevna Čarská, ruská spisovatelka a divadelní herečka (* 31. ledna 1875)
- 1941 – Henri Cornet, francouzský cyklista (* 4. srpna 1884)
- 1942 – Hanuš Fantl, básník (* 16. prosince 1917)
- 1947
  - Ibó Takahaši, japonský viceadmirál během druhé světové války (* 20. dubna 1888)
  - William C. Durant, americký průkopník automobilismu (* 1861)
- 1948 – Ernest Rude, norský fotograf (* 23. ledna 1871)
- 1956
  - Gejza Vámoš, slovenský lékař a spisovatel (* 22. prosince 1901)
  - Alonzo G. Decker Sr., americký podnikatel a vynálezce (* 16. ledna 1884)
- 1962 – Ľudo Ondrejov, slovenský spisovatel (* 19. října 1901)
- 1964
  - Sigfrid Edström, předseda Mezinárodního olympijského výboru (* 21. listopadu 1870)
  - Norbert Wiener, americký matematik (* 26. listopadu 1894)
- 1965 – Farúk I., egyptský a súdánský král (* 11. února 1920)
- 1967 – Julio Baghy, maďarský herec, režisér a esperantista (* 13. ledna 1891)
- 1970 – Louis Béchereau, francouzský letecký konstruktér (* 25. června 1880)
- 1971 – Petr Bogatyrev, ruský etnolog, jazykovědec a literární vědec (* 28. ledna 1893)
- 1973 – Johannes Aavik, estonský jazykovědec (* 8. prosince 1880)
- 1974 – Hertta Kuusinenová, finská komunistická politička (* 14. února 1904)
- 1977 – Carlos Pace, brazilský automobilový závodník (* 6. října 1944)
- 1980
  - Erich Fromm, německý a americký psycholog, filosof a sociolog (* 23. března 1900)
  - Tamara de Lempicka, polská malířka (* 16. května 1898)
- 1982 – Vasilij Ivanovič Čujkov, sovětský maršál (* 12. února 1900)
- 1983 – Umberto II., italský král (* 15. září 1904)
- 1986
  - Ludvík Aškenazy, spisovatel (* 24. února 1921)
  - Bernard Malamud, americký spisovatel (* 26. dubna 1914)
- 1991 – Dezider Kardoš, slovenský hudební skladatel a pedagog (* 23. prosince 1914)
- 1995 – Josef Vavroušek, ekolog a politik (* 15. září 1944)
- 1996 – Odysseas Elytis, řecký básník, laureát Nobelovy ceny (* 1911)
- 2001 – John Phillips, americký zpěvák, kytarista, skladatel (* 30. srpna 1935)
- 2004
  - Martin Hollý, slovenský filmový a televizní režisér a scenárista (* 11. srpna 1931)
  - Richard Marner, britský herec (* 27. března 1921)
- 2008 – Anthony Minghella, britský filmový režisér, scenárista a producent. (* 6. ledna 1954)
- 2009 – Natasha Richardsonová, anglická herečka (* 11. května 1963)
- 2011
  - Antoinette, baronka z Massy, sestra monackého knížete Rainiera III. (* 28. prosince 1920)
  - Warren Christopher, americký politik (* 27. října 1925)
  - Jet Harris, anglický baskytarista a člen skupiny The Shadows (* 6. července 1939)
- 2012 – George Tupou V., pátý král Tongy (* 4. května 1948)
- 2013 – Nori Harel, hlavní inženýr letecké základny v Izraeli (* 2. května 1929)
- 2014 – Joe Lala, americký hudebník a herec (* 3. listopadu 1947)
- 2017 – Chuck Berry, americký hudebník, kytarista a skladatel (* 18. října 1926)
- 2020 – Alfred Worden, americký vojenský letec a kosmonaut z projektu Apollo (* 7. února 1932)
- 2024 – Thomas Stafford, americký vojenský letec a astronaut (* 17. září 1930)

## Svátky

### Česko
- Eduard, Eduarda, Edvard, Edvarda

### Svět
- Slovensko: Eduard
- Spojené státy americké: Sybila,Sybilla
- Aruba: Vlajkový den
- Irsko: Sheelah's Day
- Haiti: Den Universit
- Mexiko: Výročí vyvlastnění naftového průmyslu

Katolický kalendář
- Svatý Cyril Jeruzalémský
- Svatý Salvátor
- Svatý Edvard Mučedník

| 18. březen v pražském KlementinuÚdaje jsou platné k 8. 7. 2025. | 18. březen v pražském KlementinuÚdaje jsou platné k 8. 7. 2025. | 18. březen v pražském KlementinuÚdaje jsou platné k 8. 7. 2025. |
| minimum                                                         | denní průměr                                                    | maximum                                                         |
| --------------------------------------------------------------- | --------------------------------------------------------------- | --------------------------------------------------------------- |
| −8,5 °C (1850)                                                  | 5,2 °C (od 1961)                                                | 21,6 °C (2004)                                                  |